# 米濟亞基夫西卡斯洛比德卡
49°24′8″N 28°24′27″E / 49.40222°N 28.40750°E
米濟亞基夫西卡斯洛比德卡（烏克蘭語：Мізяківська Слобідка），是烏克蘭的村落，位於該國西南部文尼察州，由赫米利尼克區負責管轄，面積0.8平方公里，海拔高度238米，2001年人口221，人口密度每平方公里276.25人。